# Xgl
Xgl je zastaralá softwarová architektura X serveru navržená pro osobní počítače s  grafickými kartami s hardwarovou akcelerací. Xgl podporuje hardwarovou akceleraci všech X, OpenGL a XVideo aplikací a grafických efektů a to pomocí speciálního správce oken (například Compiz nebo Beryl).
Projekt založil David Reveman a jeho první oficiální verze vyšla na trh 2. ledna 2006. V červnu 2008 byl oficiálně v rámci X.org nahrazen projektem AIGLX.

## Dostupnost

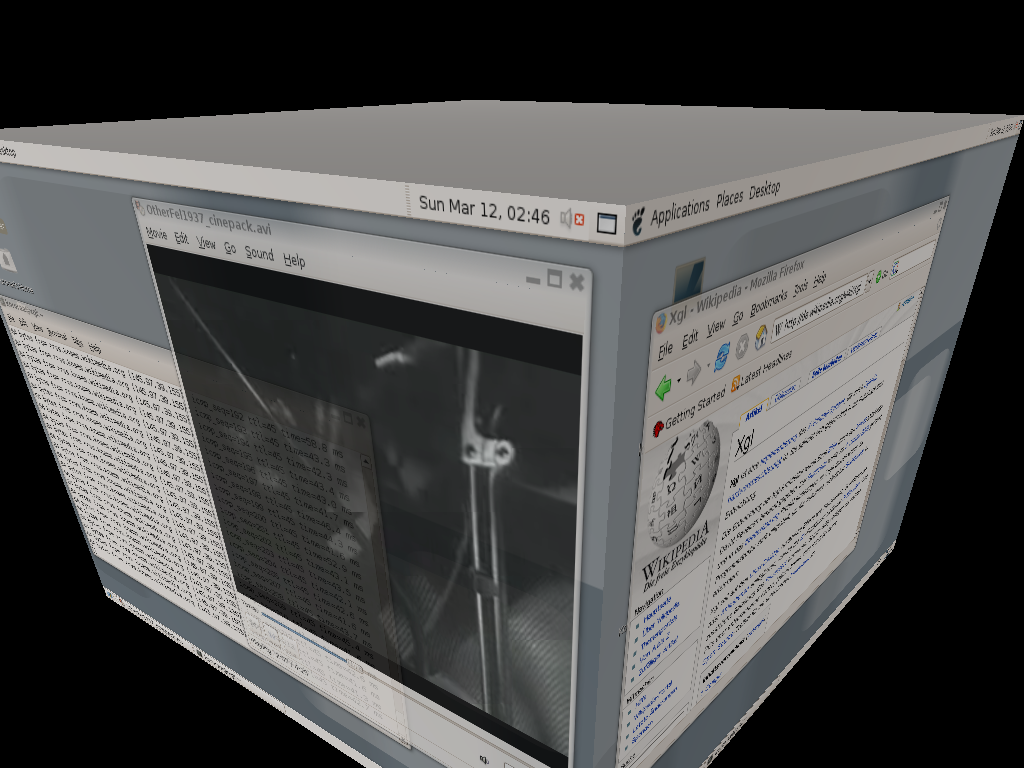
Zobrazení pracovních ploch na povrchu dynamické krychle v akcelerovaném Xgl serveru

Xgl X Server s Compizem byl obsažen například v těchto linuxových distribucích:
- Frugalware Linux
- Sabayon Linux distribuce založená na Gentoo
- SUSE 10.1
- SUSE Linux Enterprise Desktop 10.
- Ubuntu 7.04 (Feisty) je nutné doinstalovat ovladače grafické karty.

Xgl mohl být nastaven například v distribucích:
- Gentoo Linux.
- Arch Linux jako PKGBUILD
- Mandriva beta z Mandriva Linux 2007